# جون غويديتي
جون غويديتي (بالسويدية: John Guidetti)‏؛ مواليد 15 أبريل 1992 في ستوكهولم، السويد، هو لاعب كرة قدم سويدي يلعب لنادي سيلتا فيغو ومنتخب السويد لكرة القدم كمهاجم.

## مسيرته الكروية
لعب جون غويديتي خلال مسيرته الاحترافية مع 9 أندية في سبعة عشر موسمًا وسجل خلالها 51 هدفًا ضمن 192 مباراة. ولم يفز بأي موسم بالكأس وفاز في موسمين بالدوري.
خاض جون غويديتي مسيرته مع نادي برومابويكارنا ما بين عامي 2008 و2009 في المرة الأولى لمدة موسم واحد ثم ما بين عامي 2010 و2011 لمدة موسم واحد، مشاركًا طوالها في 10 مباريات سجل خلالها 3 أهداف. ثم انتقل إلى نادي مانشستر سيتي في موسم 2008–09 في المرة الأولى ولمدة موسمين ثم في موسم 2012–13 ولمدة موسمين، حيث لم يشارك في أي مباراة ولم يسجل أي هدف. لينتقل بعدها إلى نادي بيرنلي في موسم 2010–11 لمدة موسم واحد، مشاركًا في 5 مباريات سجل خلالها هدفًا واحدًا. ثم انتقل إلى نادي فاينورد في موسم 2011–12 لمدة موسم واحد، مشاركًا في 23 مباراة سجل خلالها 20 هدف. هذا وانتقل لاحقًا إلى نادي ستوك سيتي في موسم 2013–14 لمدة موسم واحد، مشاركًا في 6 مباريات ولم يسجل أي هدف. ثم انتقل بعدها إلى نادي سلتيك في موسم 2014–15 لمدة موسم واحد، مشاركًا في 24 مباراة سجل خلالها 8 أهداف. ليعود وينتقل من جديد، لكن هذه المرة إلى نادي سيلتا فيغو في موسم 2015–16 واستمر معه طيلة ثلاثة مواسم، مشاركًا في 66 مباراة سجل خلالها 11 هدفًا. لينتقل بعدها إلى نادي ديبورتيفو ألافيس في موسم 2017–18 واستمر معه طيلة ثلاثة مواسم، مشاركًا في 44 مباراة سجل خلالها 5 أهداف. ثم لعب في نادي هانوفر 96 في موسم 2019–20 لمدة موسم واحد، مشاركًا في 14 مباراة سجل خلالها 3 أهداف.

## روابط خارجية
- جون غويديتي على موقع الاتحاد الأوربي (الإنجليزية)
- جون غويديتي على موقع اتحاد السويد (السويدية)
- جون غويديتي على موقع قاعدة بيانات كرة القدم.إي يو (الإنجليزية)
- جون غويديتي على موقع ليكيب (الفرنسية)
- جون غويديتي على موقع ناشيونال فوتبول تيمز (الإنجليزية)
- جون غويديتي على موقع Soccerbase.com (لاعب) (الإنجليزية)
- جون غويديتي على موقع Soccerway.com (الإنجليزية)
- جون غويديتي على موقع عالم كرة القدم.نت (الإنجليزية)
- جون غويديتي على موقع كووورة
- جون غويديتي على موقع AS.com (الإسبانية)